# Caladrius

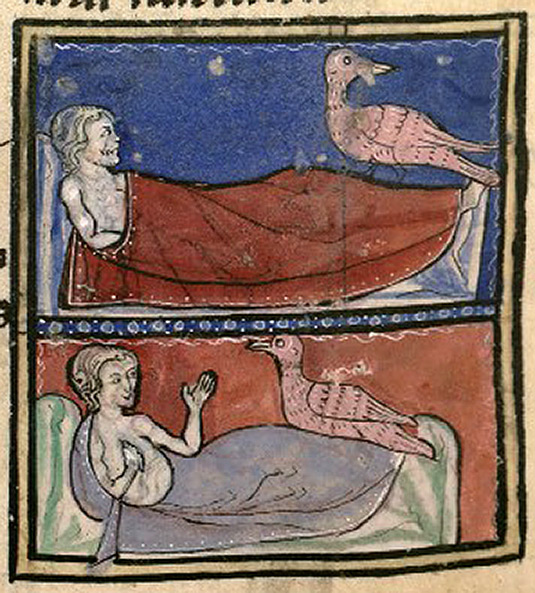
Een 13e-eeuwse tekening van de Caladrius.

De zuiverwitte caladrius (charadrius) is een fabeldier uit Perzië, met een gracieuze hals van een zwaan en een gele snavel en poten, hij werd vaak afgebeeld ter grootte van een zeemeeuw. Heersers hebben naar het dier gezocht nadat Alexander de Grote zijn diagnostische gave ontdekte. De vogel zou veel in paleizen over de hele wereld te zien zijn.
Het dier kan een diagnose van zieken geven en heeft een helend vermogen. Het geeft aan of de patiënt zal blijven leven of niet. Als de zieke niet meer te redden is, dan draait het zijn kop weg. Is er nog hoop, dan kijkt het de zieke aan en bespoedigt het herstel door de kwalijke dampen van de kwaal te absorberen. Zijn veren worden grijs, en met de ziekte in zijn lijf vliegt de vogel naar de zon en ontdoet zich van het gif. Vooral tegen geelzucht helpt het dier goed, en het vlees van zijn dijen kan blindheid voorkomen.
De caladrius zou niet erg geliefd zijn bij hofartsen en vogelhandelaars. De laatsten kunnen de vogel moeilijk verkopen, omdat elke klant gewoon naar het dier toe gaat om de diagnose te vernemen, en dan weer vertrekt.